# Negombo
Negombo is een stad aan de westkust van Sri Lanka, De stad ligt 40 km ten noorden van Colombo, in een zogenaamde lagune met uitgestrekte mangrovebossen en bezaaid met kokospalmen. Negombo (ca. 122.000 inwoners) heeft een belangrijke toeristenindustrie, op korte afstand (zeven kilometer) van de luchthaven. De haven van Negombo is van belang voor de visserij. Tussen Galle en Negombo groeit de zuiverste en allerfijnste kaneel in het wild.

## Geschiedenis

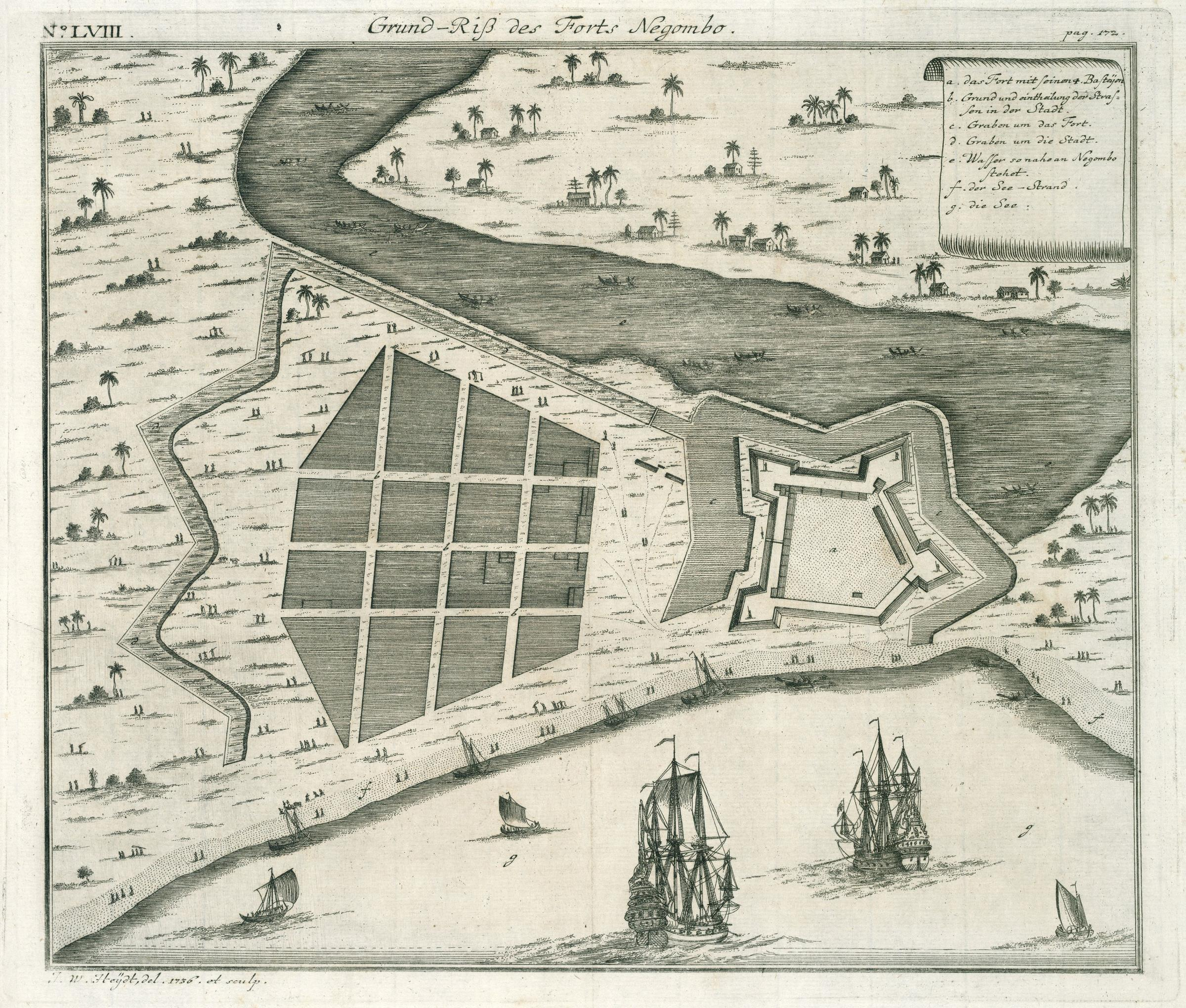
Kaart uit 1736 van het VOC Fort Negombo

De vesting was met het oog op de kaneelhandel door de Portugezen gebouwd. In 1640 is Negombo veroverd door Philip Lucasz. In 1643 hebben de Portugezen de stad heroverd, maar François Caron nam de stad voor de tweede maal in (1644). De Hollanders hebben een netwerk van 120 kilometer aan kanaal aangelegd voor de afvoer van kaneel. Deze kanalen worden nog steeds gebruikt om lokale goederen te vervoeren. In 1796 is de stad bezet door de Engelsen.

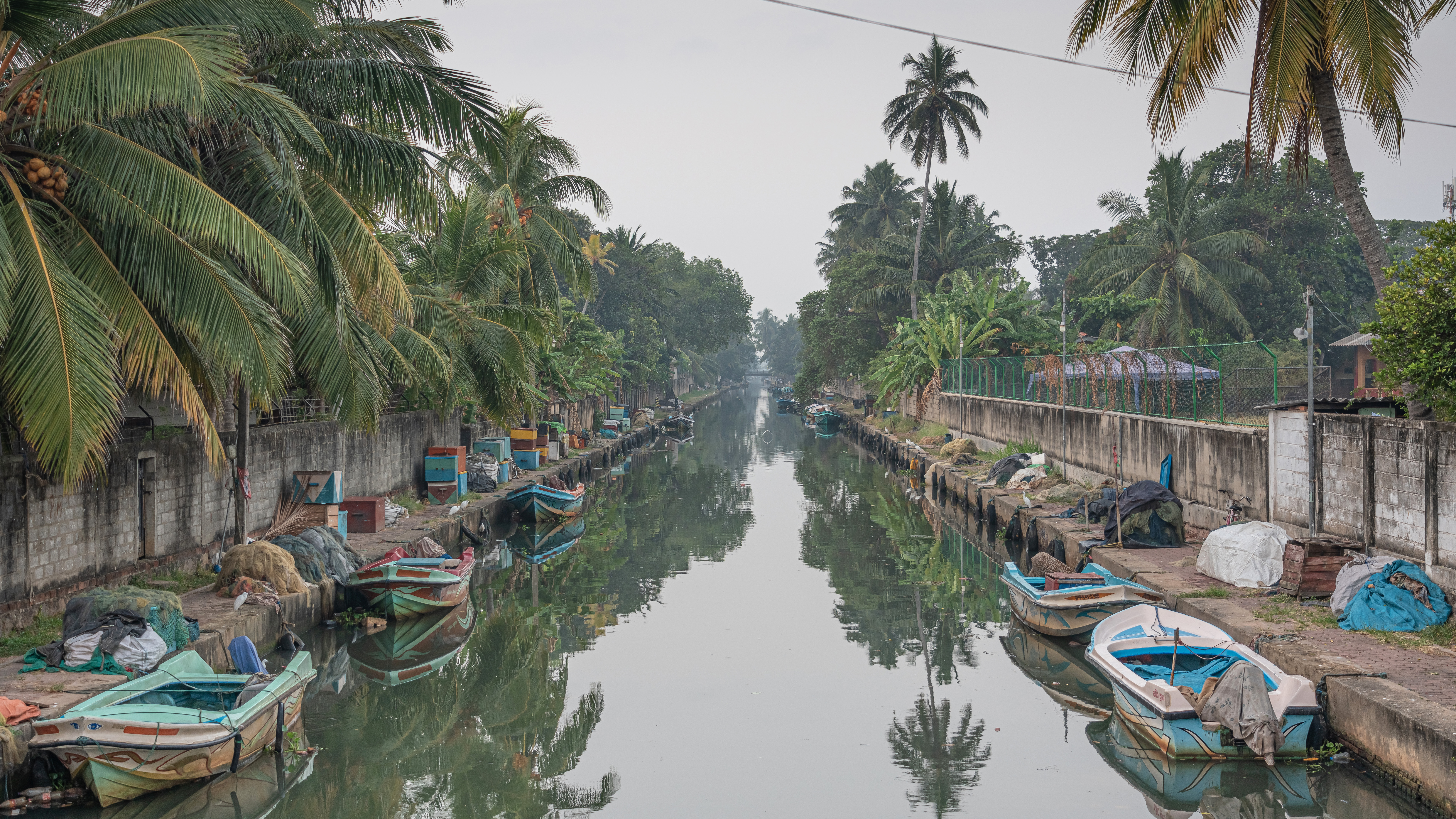
Het Hollandse kanaal